# James Farentino
 (avril 2017).
Si vous disposez d'ouvrages ou d'articles de référence ou si vous connaissez des sites web de qualité traitant du thème abordé ici, merci de compléter l'article en donnant les références utiles à sa vérifiabilité et en les liant à la section « Notes et références ».
James Farentino, de son vrai nom Ferdinand Anthony Ferrandino, est un acteur américain, né le 24 février 1938 à Brooklyn (New York), mort le 24 janvier 2012 à Los Angeles.

## Biographie
Né à Brooklyn, dans la ville de New York, James Farentino est surtout connu en France pour avoir joué le docteur Nick Toscanni, amant de Krystle-Linda Evans, dans la seconde saison de Dynastie (1981-1982) et le père de George Clooney dans Urgences (1996).
Mais ce fils d'un créateur de mode mena une riche carrière au cinéma et surtout à la télévision, débutée en 1962.
Au cinéma, il figure dans Ensign Pulver de Joshua Logan (1964), Storia di una donna avec Annie Girardot, Bibi Andersson et Robert Stack (1970), en Simon Pierre dans Jésus de Nazareth de Franco Zeffirelli (1977), aux côtés de Damon Wayans et Adam Sandler dans À l'épreuve des balles (1996), dans The Last Producer réalisé par Burt Reynolds en 2000. En 1967, il avait remporté le Golden Globe du meilleur espoir masculin pour Les Filles et comment s'en servir.
À la télévision il apparaît dans plusieurs épisodes de The Alfred Hitchcock Hour (1962 et 1965), dans Le Fugitif (1967), L'Homme de fer (1967 et 1968), Le Virginien (1966 et 1970), Docteur Marcus Welby (1970), interprétant Juan Perón face à Faye Dunaway dans Evita Peron (1981), incarnant dans la deuxième saison de Dynastie le rôle du docteur Nick Toscanni, tenant la vedette de Tonnerre de feu (1984), incarnant M. Beck dans Melrose Place en 1998.
En Amérique, il jouit d'une grande reconnaissance pour ses prestations théâtrales (Un tramway nommé désir et Vol au-dessus d’un nid de coucou, Boy Gets Girl où il incarnait un producteur de pornographie - entre beaucoup d'autres).
Arrêté le 23 juillet 1991 à Vancouver en Colombie britannique après que la police canadienne a intercepté un paquet contenant 3,2 grammes de cocaïne, et en 2010 dans sa maison d'Hollywood pour coups et blessures après avoir expulsé un homme de chez lui.
James Farentino a été marié quatre fois, notamment aux actrices de soap Michele Lee (Côte Ouest) et Debrah Farentino (Capitol). Son nom a aussi été associé à celui de Tina Sinatra.
Il décède des séquelles d'une fracture de la hanche droite au Cedars-Sinai Medical Center de Los Angeles, en Californie, à la suite d'une longue maladie.

## Filmographie

### Cinéma
- 1964 : Psychomania de Richard Hilliard : Charlie Perone
- 1964 : Ensign Pulver de Joshua Logan avec Robert Walker Jr., Burl Ives, Walter Matthau, Millie Perkins, Larry Hagman : Insigna
- 1965 : Le Seigneur de la guerre (The War Lord) de Franklin J. Schaffner : Marc
- 1966 : Les Filles et comment s'en servir (The Pad and How to Use It) de Brian G. Hutton : Ted
- 1967 : Les Détrousseurs (Ride to Hangman's Tree) d'Alan Rafkin avec Jack Lord : Matt Stone
- 1967 : Les Riches familles (Rosie!) de David Lowell Rich d'après Ruth Gordon et Philippe Hériat avec Rosalind Russell, Sandra Dee, Brian Aherne : David Wheelright
- 1967 : Banning de Ron Winston avec Robert Wagner, Jill St. John : Chris Patton
- 1969 : Me, Natalie de Fred Coe : David Harris
- 1970 : L'Histoire d'une femme (Storia di una donna) de Leonardo Bercovici avec Bibi Andersson, Robert Stack, Annie Girardot : Bruno Cardini
- 1980 : Nimitz, retour vers l'enfer (The Final Countdown) de Don Taylor : Wing Commander Richard T. Owens / Mr Richard Tideman
- 1981 : Réincarnations (Dead & Buried) de Gary Sherman : Sheriff Dan Gillis
- 1984 : L'amour brisé (The licence for kill) Jud Taylor : John Peterson
- 1989 : Son alibi (Her Alibi) : Frank Polito
- 1994 : Deep Down de John Travers avec George Segal : Joey
- 1996 : À l'épreuve des balles (Bulletproof) de Ernest R. Dickerson : Capt. Will Jensen
- 2000 : Women of the Night de Zalman King : Sabatini
- 2000 : The Last Producer de Burt Reynolds : Poker Player
- 2000 : Termination Man

### Télévision
- 1966 : Death of a Salesman (TV) : Happy Loman
- 1966 : Le Virginien Saison 04 épisode 26 (Les chacals derrière les loups): Frank Colby
- 1968 : L'Homme de fer  épisode : La Dette (Something for Nothing) : Tommy Cusack
- 1967 : Wings of Fire (TV) : Taff Malloy
- 1968 : The Sound of Anger (TV) : Neil Darrell
- 1969 : The Whole World Is Watching (TV) : Neil Darrell
- 1969 : The Bold Ones: The Lawyers avec Burl Ives, Joseph Campanella (série télévisée) : Neil Darrell
- 1970 : Le Virginien (TV) saison 9 épisode 02  (The best man) : Pick Lexington
- 1971 : Birdbath (TV) : Frankie
- 1971 : Vanished avec Richard Widmark, Larry Hagman (TV) : Gene Culligan
- 1972 : The Longest Night (en) (TV) : John Danbury
- 1972 : The Family Rico (TV) : Gino Rico
- 1972 : Cool Million (série télévisée) : Jefferson Keyes
- 1974 : Panique dans l'ascenseur (The Elevator) (TV) : Eddie Holcomb
- 1975 : Crossfire (TV) : Vince Rossi
- 1977 : Jésus de Nazareth (Jesus of Nazareth) (feuilleton TV) : Simon Pierre
- 1977 : The Possessed (TV) : Kevin Leahy
- 1978 : No Margin for Error avec Glenn Ford (TV)
- 1979 : Silent Victory: The Kitty O'Neil Story avec Stockard Channing, Colleen Dewhurst, Edward Albert, Brian Dennehy (TV) : Duffy Hambleton
- 1979 : Son-Rise: A Miracle of Love de Glenn Jordan (TV) : Barry Kaufman
- 1981 : Eva Perón avec Faye Dunaway (TV) : Gen. Juan Peron
- 1981 : Dynastie (Dynasty) avec Linda Evans (feuilleton TV) :(saison 2) Dr. Nick Toscanni
- 1982 : Something So Right avec Ricky Schroder, Patty Duke, Fred Dryer (TV) : Arnie Potts
- 1983 : Mort suspecte (The Cradle Will Fall) (TV) : Dr. Edgar Highley
- 1984 : Tonnerre de feu (Blue Thunder) (série télévisée) : Frank Chaney
- 1984 : L'Amour brisé (License to Kill) avec Don Murray, Millie Perkins, Denzel Washington (TV) : John Peterson
- 1985 : Un singe à la maison (A Summer to Remember) (TV) : Tom Wyler
- 1985 : The Fourth Wise Man (pt) avec Martin Sheen (TV) : Jesus (voix)
- 1985 : Picking Up the Pieces avec Margot Kidder, David Ackroyd (TV) : Don Hagan
- 1985 : Mary (série télévisée) : Frank DeMarco
- 1986 : La Griffe du destin (Sins) (feuilleton TV) : David Westfield
- 1986 : Double Trahison (That Secret Sunday) (TV) : Gerald Remson
- 1987 : Le Secret du Sahara (The Secret of the Sahara) (feuilleton TV) : Khalif of Timbuktu
- 1987 : Family Sins (TV) : Gordon Williams
- 1988 : The Red Spider avec Jennifer O'Neill (TV) : Lt. Daniel B. Malone
- 1988 : Qui garde les amis? (Who Gets the Friends?) (TV) : Dr Buddy Baron
- 1989 : American Nuclear (TV)
- 1989 : Naked Lie (TV) : Jonathan Morris
- 1990 : Common Ground (TV) (TV) : Mayor Kevin White
- 1990 : Un flic à abattre (TV) : Lieutenant Ray Wiltern
- 1992 : L'Étincelle de vie (Miles from Nowhere) (TV) : John Reilly
- 1992 : Julie (série télévisée) : Sam McGuire
- 1992 : When No One Would Listen (TV) : Gary Cochran
- 1994 : One Woman's Courage (TV) : Lieutenant Bill Lawson
- 1994 : Honor Thy Father and Mother: The True Story of the Menendez Murders (TV) : Jose Menendez
- 1995 : Les racines du cœur (TV) : Jimmy Rosemont
- 1995 : Urgences : Raymond "Ray" Ross (le père de Douglas "Doug" Ross alias George Clooney)
- 1998 : Scandaleusement vôtre (Scandalous Me: The Jacqueline Susann Story) (TV) : Bernard Geis
- 2000 : Murder in the Mirror (TV) : Det. Frank Russo